# Larangan Sorjan
Larangan Sorjan is een bestuurslaag in het regentschap Bangkalan van de provincie Oost-Java, Indonesië. Larangan Sorjan telt 1411 inwoners (volkstelling 2010).